# Pílula anticoncepcional exclusivamente de progestágeno
As pílulas exclusivamente de progestágeno (português europeu) ou pílulas exclusivamente de progestagênio (português brasileiro) (PEP) — ou pílulas exclusivamente de progestina — ou apenas minipílula, são pílulas contraceptivas que contêm somente progestágenos (progestinas) sintéticos e não contêm estrógeno.
A dose de progesterona em uma minipílula é menor do que a dose de progesterona em uma pílula anticoncepcional combinada.
A minipílula engrossa o muco cervical e afina o revestimento do útero (endométrio) - evitando que os espermatozoides cheguem ao óvulo, a minipílula também suprime a ovulação, mas não de forma consistente, para eficácia máxima, deve ser ingerida na mesma hora todos os dias, sem interrupção.

## Características
Se usada corretamente, a minipílula tem 99% de eficácia, isso significa que menos de uma em cem pessoas que usam a minipílula engravidará em um ano.

## Indicações
A pílula só de progestágeno pode ser usada se a pessoa não puder usar anticoncepcionais que contenham estrogênio, se tiver mais de 35 anos e/ou for fumante.
Por não conterem estrogênio as minipílulas são indicadas, preferencialmente, em situações em que há contraindicação absoluta ou relativa para o uso de estrogênios, presença de efeitos adversos com o uso do estrogênio ou durante a amamentação, a eficácia contraceptiva é maior durante o período da lactação. Quando as pílulas são tomadas de forma correta, ocorre menos de uma gravidez para cada 100 mulheres que as usam durante o primeiro ano (nove para cada 1.000 mulheres). A taxa de falha com o uso típico é de 3% a 5%.

## Distribuição
As pílulas só com progestagénio comercialmente disponíveis incluem as seguintes formulações comuns ou amplamente utilizadas:
- Desogestrel 75 & gt; µg (por exemplo, Cerazette)
- Noretisterona 350 µg (por exemplo, Micronor, Nor-QD, Noriday)

No Brasil, há disponível três marcas de minipílulas:
| Nome comercial | Componente     | Dose   | Apresentação   |
| -------------- | -------------- | ------ | -------------- |
| Exluton        | Linestrenol    | 0.5mg  | 28 comprimidos |
| Norestin       | noretisterona  | 0.35mg | 35 comprimidos |
| Nortel         | levonorgestrel | 0,03mg | 35 comprimidos |

A minipílula Micronor composta de noretisterona foi descontinuada.